# Ophioplinthus pseudotessellata
Ophioplinthus pseudotessellata is een slangster uit de familie Ophiuridae.
De wetenschappelijke naam van de soort werd in 2008 gepubliceerd door A.V. Martynov & N.M. Litvinova.